# Juan Luis Calero
Juan Luis Calero Santana (Las Palmas de Gran Canaria, 8 de febrero de 1960) es un periodista, director, guionista y presentador de TV y radio, humorista y actor español.

## Biografía
Doctor en Filosofía, Máster Universitario en Filosofía Teórica y Práctica, especialidad Historia de la Filosofía y Pensamiento Contemporáneo, y Graduado en Filosofía.
Ha colaborado en diversos medios de comunicación como Diario de Avisos, La Provincia, La Opinión de Tenerife, Radio Club Tenerife de la Cadena SER (durante más de 30 años), Radio Nacional de España, Onda Cero, RTVE Canarias, RTVC y Antena 3.
Ha dirigido programas en RTVE Canarias como La Azotea de Calero y Échese a la calle en RTVC, entre otros formatos televisivos.
Guirrea de támbaras, Piel de grillo, El Sobrado (Colección de artículos) la novela corta El Porvenir de Juana Vizcaíno, son algunas de sus publicaciones.
Es miembro de la Academia de las Ciencias y las Artes de Televisión de Madrid.
Empezó desde muy joven trabajando con colectivos vecinales, y más adelante encima del escenario, en varios festivales de Canarias. En la radio ha colaborado, por ejemplo, en Canarias mediodía de Radio Nacional de España; en Radio Club Tenerife de la Cadena Ser ha participando con la recreación de algunos personajes; en Teide Radio de Onda Cero Tenerife fue el director de Protagonistas Canarias, ha colaborado con CanariasAhora Radio, emisora establecida en Gran Canaria, en un programa matinal, comentando las noticias destacadas a modo de imitación de diversos personajes populares canarios, como Jerónimo Saavedra, Lorenzo Olarte o Pepe Dámaso entre otros.
Ha participado en campañas de la Administración pública, por ejemplo, dando voz a un anuncio que tenía como motivo la entrada del euro en España, así como a spots para la Consejería de Agricultura, Pesca y Alimentación y para la promoción del servicio telefónico de atención al ciudadano 012 del Gobierno de Canarias.
Ha sido guionista y presentador de programas como Bastante que me alegro para Antena 3 Tenerife y presentador de Bolero y Tenderete para TVE en Canarias.
En 2019 fue pregonero de la Semana Santa de San Cristóbal de La Laguna en Tenerife.

## Libros publicados
- El porvenir de Juana Vizcaíno
- El Sobrado
- Guirrea de támbaras
- Piel de grillo (Ayuntamiento de San Cristóbal de La Laguna)

## Premios
Premios Taburiente

## Programas TV
- Confesiones Entrevista TV Canaria
- Vivir Así Es Morir De Humor TV Canaria'